# Агитатор

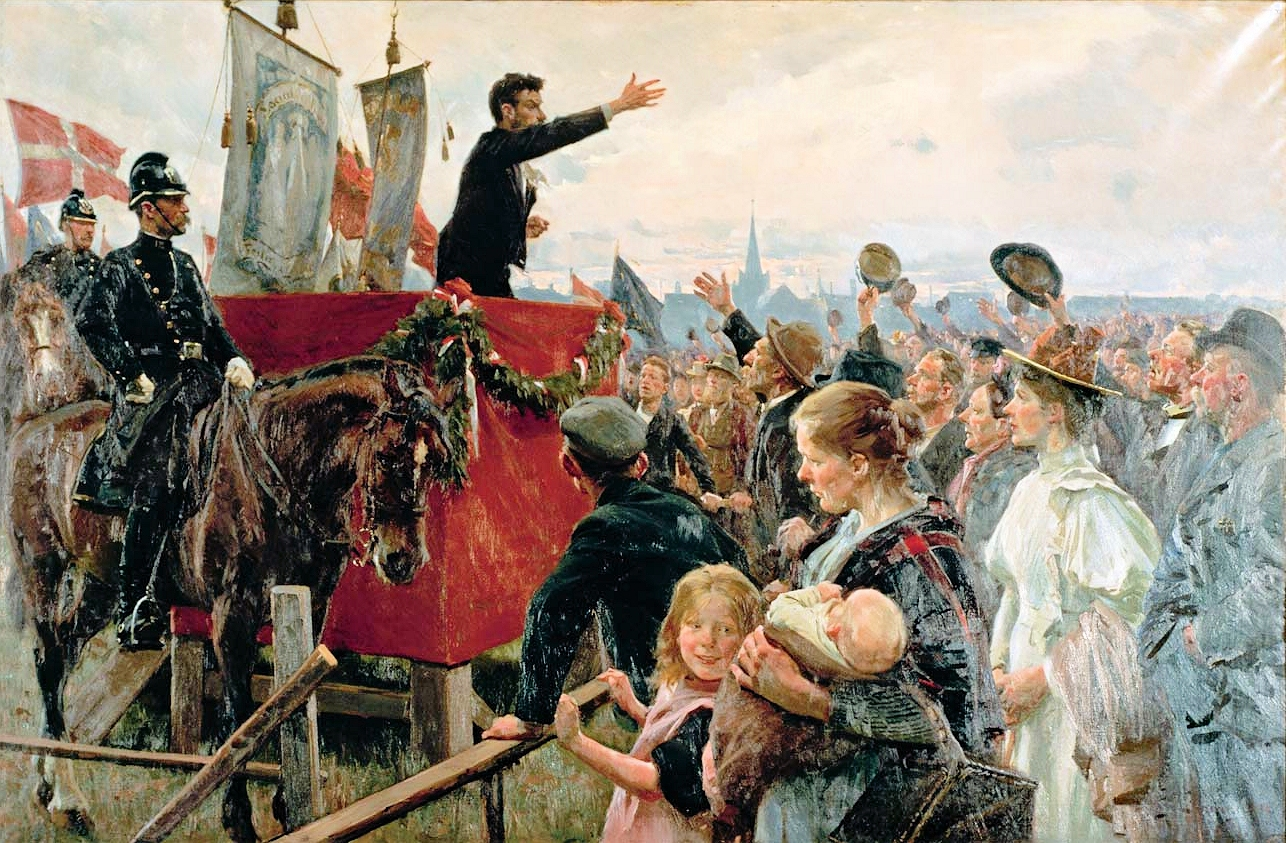
Э. Л. Хеннингсен, Агитатор (1899)

Агитатор (нем. Agitator, что от лат. agitator «приводящий в движение, подстрекатель»), подстрекатель, зачинщик мятежа — человек, побуждающий членов социума выполнять или не выполнять какие-либо действия, а также должность и военнослужащий её исполняющий.

## История

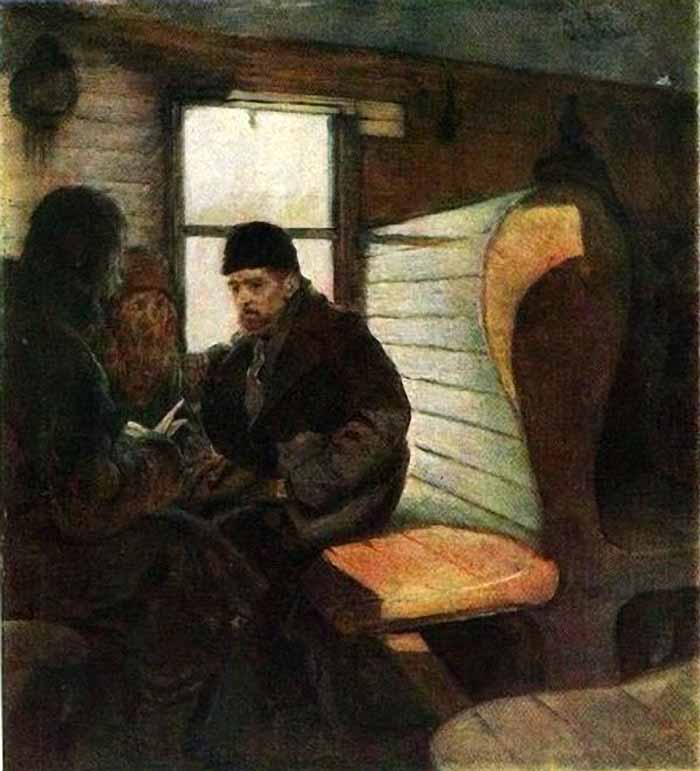
Иванов С. В. «Агитатор в вагоне», 1886 г. Картина изображает нелегального агитатора-революционера.

Агитатор иногда является членом предвыборной команды. В обязанности агитатора входит вербальное и невербальное распространение позитивной или негативной информации о кандидате, партии, общение с потенциальными избирателями, создание нужного настроения.
В Вооружённых Силах Союза ССР в годы Великой Отечественной войны во всех звеньях органов политического управления (начиная с Главного политического управления Красной Армии, в политуправлениях действующих фронтов, в политотделах армий, дивизий, бригад и в полках) была введена штатная должность агитатора. Нештатные агитработники могли назначаться вплоть до взводов и отделений; их работа велась под руководством заместителей командиров по политической части и парторганизации (партгруппы).